# France Sitar
France Sitar, slovenski agronom sadjar, * 30. oktober 1910, Mišače, † 23. avgust 1973, Maribor.
Sitar je leta 1932 končal srednjo kmetijsko šolo v Bukovem (Srbija). Po končani šoli se je zaposlil v Sloveniji in med drugim med 1938–1941 poučeval sadjarstvo in vinogradništvo na srednji kmetijski šoli v Rakičanu in bil do 1947 referent za preskrbo s sadjem in zelenjavo na Ministrstvu za trgovino in preskrbo vlade LRS. Nato se je usmeril v drevesničarstvo ter do 1965 organiziral državne drevesnice, vodil nadzor  ter pripravljal zakonske predpise za sadne sadike. Sestavil in uveljavil je standarde o kakovosti in prometu sadnih sadik.